# Prāṇāyāma

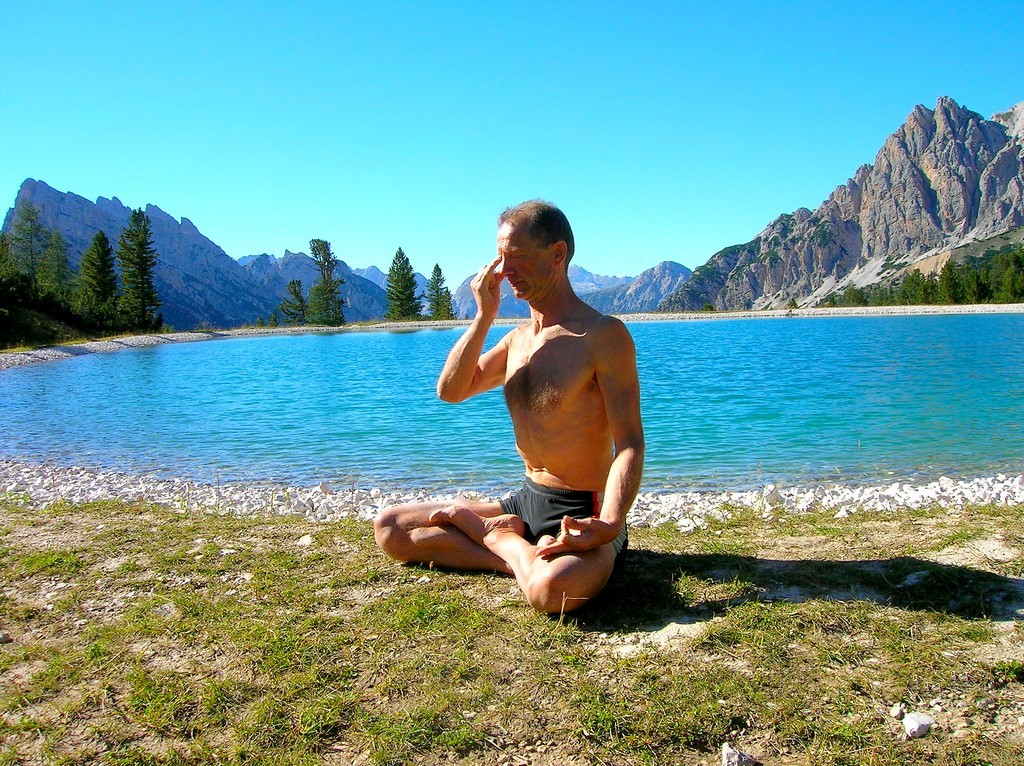
Un uomo mentre pratica il Prāṇāyāma

Il Pranayama (controllo ritmico del respiro) è il quarto stadio dello Yoga, secondo lo Yogasutra di Patañjali. Insieme a Pratyahara (ritiro della mente dagli oggetti dei sensi), questi due stati dello Yoga sono conosciuti come le ricerche interiori ed insegnano come controllare la respirazione e la mente, quale mezzo per liberare i sensi dalla schiavitù degli oggetti di desiderio. La parola Pranayama è formata da Prana (fiato, respiro vitale, respiro, vita, vitalità, vigore, energia, forza, potenza, e spirito) e da Ayama (lunghezza, controllo, espansione). Il suo significato è quindi di controllo ed estensione del respiro.

Tale controllo si attua durante le classiche quattro fasi (vritti) le quali sono, a loro volta, regolate dal "luogo (desha), dal tempo (kala) e dal numero (samkhya)" (Yogasutra II, 50):
- inspirazione (puraka)
- pausa respiratoria dopo l'inspirazione (antara kumbhaka)
- espirazione (rechaka)
- pausa respiratoria dopo l'espirazione (bahya kumbhaka)

Nei testi di Hata Yoga, in generale il termine kumbhaka  (da kumbha: brocca per acqua, calice) è usato per includere le tre fasi di inspirazione, espirazione e trattenimento del respiro.
Quando il respiro viene trattenuto dopo una inspirazione, viene chiamato antara kumbhaka (interno, interiore). Quando viene trattenuto dopo una espirazione, viene chiamato bahya kumbhaka (esterno, esteriore).

La scelta di giusti modelli ritmici della respirazione profondi e lenti, rafforzano il sistema respiratorio, calmano il sistema nervoso e riducono la bramosia. La mente si libera e diventa un mezzo adatto per la concentrazione.
L'emotività influisce sul ritmo del respiro e lo trasforma in rapido, poco profondo e incontrollato. Il controllo del respiro permette il controllo della mente. Dato che lo scopo dello Yoga è calmare e controllare la mente, lo Yogi apprende la tecnica del Pranayama per dominare il respiro, in modo da controllare i sensi, raggiungere così lo stato di Pratyahara e predisporsi per  dhyāna (meditazione). Generalmente, il pranayama viene definito come "cessazione della inspirazione e della espirazione (Yogasutra, II, 49).

## Tipologia di respirazione

Il sistema respiratorio con evidenziato il diaframma

Nello yoga si distinguono tre tipologie di respirazione:
- respirazione addominale : utilizza principalmente la parte inferiore dei polmoni. Durante la inspirazione, grazie alla funzione esercitata dal diaframma, l'addome si gonfia e si crea una depressione nella gabbia toracica: i polmoni si dilatano e l'aria penetra in profondità. Nell'espirazione il diaframma sale e crea un aumento di pressione nella gabbia toracica che tende a svuotare i polmoni. L'addome si sgonfia. La quantità di aria scambiata in una respirazione profonda addominale è massima. Questo tipo di respirazione permette dunque di ottenere una buona ossigenazione del sangue arterioso e crea una benefica pressione sugli organi interni, realizzando un massaggio continuo.
- respirazione toracica : utilizza principalmente la parte centrale e superiore dei polmoni. Durante la inspirazione si effettua un allargamento delle costole mediante i muscoli intercostali. La cassa toracica si dilata ed espande i polmoni consentendo all'aria di penetrare. Durante l'espirazione i muscoli intercostali si contraggono diminuendo il volume toracico e spingendo l'aria fuori dal torace. La quantità di aria che penetra è inferiore a quella della respirazione addominale.
- respirazione clavicolare : utilizza principalmente la parte superiore dei polmoni. L'aria entra nei polmoni mediante il movimento in alto delle clavicole e delle spalle. La quantità di aria che penetra nei polmoni è minima.

## Principali tecniche di Pranayama
L'addestramento del Pranayama necessita una profonda conoscenza delle āsana e deve essere eseguito con la supervisione di un Guru o di un maestro esperto. Il momento migliore per la pratica del Pranayama è il mattino presto (prima dell'alba) e dopo il tramonto. Si consiglia di praticarlo almeno 15 minuti al giorno, con proposito e regolarità, alla stessa ora, luogo, posizione, seduti sul pavimento, su un piccolo cuscino o una coperta piegata, mantenendo la schiena eretta. Si dovranno tenere gli occhi chiusi, altrimenti la mente avrà facilità a distrarsi a causa degli oggetti esterni. L'uniformità della respirazione renderà la mente serena e calma.
Il Pranayama dovrà essere eseguito non più di 15 minuti dopo una calma pratica di asana. Dopo aver terminato la pratica, stendersi in posizione Shavasana (o Savasana) per almeno 5 – 10 min, in completo rilassamento e silenzio, per rinfrescare sia il corpo che la mente.
Le principali tecniche di Pranayama sono le seguenti:
- Ujjayi Pranayama
- Bhastrika Pranayama
- Kapalabhati, esercizi di espirazione forzata
- Sama Vritti Pranayama
- Visama Vrtti Pranayama